# Han Uul
Han Uul (in mongolo Хан-Уул, montagna re) è uno dei nove dùùrėg (distretti) in cui è divisa Ulan Bator capitale della Mongolia. A sua volta è suddiviso in 14 horoo (sottodistretti).